# Хізб ут-Тахрір в Україні
Хізб ут-Тахрір в Україні — ісламська політична партія, метою якої є відновлення ісламського способу життя шляхом встановлення халіфату. Керівником інформаційного офісу Хізб ут-Тахрір в Україні є Фазил Амзаєв. За неофіційними даними, до анексії півострова серед кримських татар нараховувалось близько 1,5 тисячі прихильників Хізб ут-Тахрір. Також серед вірян є вихідці з Узбекистану та Північного Кавказу.

## Історія
Наприкінці 1990-х років, повертаючись з депортації, в Криму серед кримських татар з'явилися також перші люди, які ознайомилися з окремими ідеями Хізб ут Тахрір у Центральній Азії. На початку XXI століття до них долучилися молоді люди з-поміж кримських мусульман.
Дані Українського центру ісламознавства показують, що більшість прибічників Хізб ут Тахрір становить молодь у віці 20–30 років, яка мешкає переважно у Сімферопольському, Кіровському, Ленінському і Бахчисарайському районах, а також у містах південного узбережжя — Алупці, Симеїзі і передусім в Алушті, де діє громада «Давет», члени якої виявляють відкриті симпатії до Хізб ут Тахрір.
Публічна діяльність Хізб ут Тахрір в Україні розпочалася після антиамериканського мітингу у Сімферополі у 2003 році та відомого інциденту в мечеті Кебір-Джамі, коли імама-хатиба мечеті було звинувачено керівництвом ДУМК у підтримці Хізб ут Тахрір. Після цього конфлікту було вперше оприлюднено заяву кримських лідерів ісламської партії, в якій вони відкидали звинувачення на адресу хізбітів у розколюванні ними єдності кримськотатарського народу і в намірах створити ісламську державу на частині української території. Санкції ДУМК проти симпатиків ХБ (звільнення у 2004 році кількох імамів за близькість до ХТ, строге попередження іншим імамам, видрук «Звернення ДУМК до мусульман Криму») означали завершення першого етапу.
Найбільш резонансною акцією Хізб ут Тахрір у Криму у 2007 році стала ісламська конференція «Іслам. Учора, сьогодні, завтра», яка відбулася 11 серпня 2007 року у сімферопольському Будинку культури профспілок. Конференцію було присвячено річниці (за мусульманським календарем, започаткованим від дня «хіджри») ліквідації Халіфату указом Мустафи Кемаля Ататюрка. Організатором урочистого заходу була мусульманська громада «Давет», яку Республіканський комітет АРК у справах релігій зареєстрував невдовзі перед тим — 30 березня 2007 року. Напередодні конференції муфтій мусульман Криму Еміралі Аблаєв у виступах на радіо і телебаченні настійливо закликав мусульман бойкотувати її. Проте для участі в конференції зареєструвалось 605 учасників, разом з журналістами багатьох телеканалів і радіостанцій у залі було понад 670 осіб. Практично такій самій кількості бажаючих не вдалося потрапити до зали через її переповненість і відсутність місць.
Робочою мовою конференції була російська. Вів конференцію голова громади «Давет» Руслан Рамазанов. Вступну доповідь виголосив магістр мовознавства і шаріатських наук, випускник відділення арабської мови і шаріатських наук університету «Аль-Джінан» у Триполі (Лівія) Вадим Бектеміров. Головними доповідями стали наступні: «Розпад Халіфату та його наслідки для мусульман у цьому світі і світі наступному» (Фазил Амзаєв, інженер-системотехнік, випускник Севастопольського національного технічного університету). «Хізб ут-Тахрір і заклик до відродження ісламського способу життя шляхом відновлення ісламської держави» (Руслан Кантунганський, лікар), «Іслам — розв'язання проблем усього людства, а не самих лише мусульман» (Ельвін Кадиров, імам мечеті Юкари Джамі м. Алушти, випускник медресе «Сеїт-Сеттар» у м. Сімферополі).

## Мітинги
5 серпня 2012 року в місті Сімферополь пройшов мітинг на підтримку народу Сирії. На мітингу були присутні понад 3000 осіб. Люди зібралися для того, щоб підтримати мусульман Сирії, які вийшли проти тирана Башара Асада.
27 вересня 2012 року в місті Сімферополь пройшов мітинг проти американського фільму «Невинність мусульман». Висловити своє невдоволення прийшло близько чотирьох тисяч мусульман. Захід відкрився читанням Корану.

## Конфлікти
У 2010 році Меджліс кримськотатарського народу оприлюднив постанову «Про діяльність партії Хізб-ут-Тахрір та інших радикальних організацій та сект і її згубні наслідки для кримськотатарського народу». Меджліс доручив місцевим меджлісам разом з мусульманськими громадами активно протидіяти поширенню ідей Хізб-ут-Тахрір, а також прагненню членів цієї партії обіймати посади імамів всупереч рішенням Духовного управління мусульман Криму (ДУМК).
У Меджлісі також пригадали, що Хізб-ут-Тахрір своєю діяльністю протистоїть Духовному управлінню мусульман Криму, перешкоджає виконанню своїх обов'язків імаму, призначеному муфтіятом, проявляючи при цьому відкриту ворожість. Проводячи активну агітацію, прагне збільшити кількість своїх послідовників і обійняти керівні посади в мечетях Криму, прагнучи підпорядкувати мусульманські громади своєму впливу.